# 카미유 아빌리
카미유 안 프랑수아즈 아빌리(프랑스어: Camille Anne Françoise Abily, 1984년 12월 5일 ~ )는 프랑스의 전직 여자 축구 선수이다. 선수 시절 포지션은 미드필더였다.

## 클럽 경력
1992년에 잔다르크 브뤼즈 청소년 클럽에 입단하면서 선수 생활을 시작했다. 1994년에는 FC 브뤼즈로 이적했으며 1999년에는 SC 르뢰로 이적했다. 2000년에 스타드 브리오생(현재의 EA 갱강)에 입단하면서 디비지옹 1 페미닌 무대에 데뷔했고 2001년에는 ESOF 방데 라로슈쉬르용으로 이적했다. 2002년에는 CNFE 클레르퐁텐에 이적했다.
2003년부터 2006년까지 몽펠리에 소속으로 활동하면서 몽펠리에의 디비지옹 1 페미닌 2회 우승, 쿠프 드 프랑스 페미닌 1회 우승에 기여했다. 2006년부터 2009년까지 올랭피크 리옹 소속으로 활동하면서 올랭피크 리옹의 3회 우승, 쿠프 드 프랑스 페미닌 1회 우승에 기여했다.
2009년 3월에는 미국의 여자 축구 클럽인 로스앤젤레스 솔로 이적했으며 2009 미국 여자 프로 축구 시즌이 종료된 이후에는 파리 생제르맹에 임대되면서 프랑스 무대에 잠시 복귀했다. 2010년 1월에는 골드 프라이드로 이적하면서 미국 무대에 복귀했고 2010 시즌에서는 골드 프라이드의 미국 여자 프로 축구 챔피언십 우승에 기여했다.
2010년 9월 27일에는 올랭피크 리옹으로 복귀했고 올랭피크 리옹의 디비지옹 1 페미닌 7회 우승, 쿠프 드 프랑스 페미닌 6회 우승, UEFA 여자 챔피언스리그 5회 우승에 기여했다. 2017-18 시즌의 종료와 함께 은퇴했다.

## 국가대표 경력
2001년 9월 26일에 열린 네덜란드와의 경기에 처음 출전하면서 프랑스 여자 축구 국가대표팀 선수로 데뷔했다. 스웨덴에서 개최된 2002년 UEFA U-19 여자 축구 선수권 대회에서 프랑스의 준우승에 기여했고 같은 해에 캐나다에서 개최된 2002년 FIFA U-19 세계 여자 축구 선수권 대회에 참가했다.
잉글랜드에서 개최된 UEFA 여자 유로 2005, 핀란드에서 개최된 UEFA 여자 유로 2009에 참가했으며 독일에서 2011년 FIFA 여자 월드컵에서는 프랑스가 4위를 차지하는 데에 기여했다. 2012년 7월 28일에 열린 조선민주주의인민공화국과의 2012년 런던 하계 올림픽 여자 축구 조별 예선 경기에서 A매치 100경기 출전 기록을 수립했다.
스웨덴에서 개최된 UEFA 여자 유로 2013, 캐나다에서 개최된 2015년 FIFA 여자 월드컵에서 참가했으며 네덜란드에서 개최된 UEFA 여자 유로 2017을 끝으로 대표팀에서 은퇴했다.

## 수상

### 클럽
몽펠리에 HSC
- 디비지옹 1 페미닌 2회 우승 (2003-04, 2004-05)
- 쿠프 드 프랑스 페미닌 1회 우승 (2005-06)

FC 골드 프라이드
- 미국 여자 프로 축구 챔피언십 1회 우승 (2010)

올랭피크 리옹
- 디비지옹 1 페미닌 10회 우승 (2006-07, 2007-08, 2008-09, 2010-11, 2011-12, 2012-13, 2013-14, 2014-15, 2015-16, 2016-17)
- 쿠프 드 프랑스 페미닌 7회 우승 (2007-08, 2011-12, 2012-13, 2013-14, 2014-15, 2015-16, 2016-17)
- UEFA 여자 챔피언스리그 5회 우승 (2010-11, 2011-12, 2015-16, 2016-17, 2017-18)

### 국가대표
- 키프로스컵 2회 우승 (2012, 2014)
- 시빌리브스컵 1회 우승 (2017)

### 개인
- 2005-06 시즌 국가 프로 축구 선수 연합(UNFP) 선정 올해의 여자 축구 선수 수상
- 2006-07 시즌 국가 프로 축구 선수 연합(UNFP) 선정 올해의 여자 축구 선수 수상
- 2009년 6월 미국 여자 프로 축구 올해의 선수 수상
- 2009 미국 여자 프로 축구 시즌 올스타 선정